# Dr. John
Malcolm John "Mac" Rebennack, Jr. (Nova Orleans, 20 de novembro de 1941 – Nova Orleans, 6 de junho de 2019), mais conhecido pelo nome artístico Dr. John, foi um cantor, compositor, pianista e guitarrista estadunidense cuja música combina os gêneros blues, pop e jazz, assim como zydeco, boogie-woogie e rock and roll.
O personagem Dr. John foi baseado em um praticante de vodu do século 19, Dr. John Monatee, do Senegal, e foi inventado para Ronnie Barron, parceiro de Rebennack. Após Ronnie deixar a banda na qual tocavam, Malcolm Rebennack assumiu o personagem que moldaria sua vida e carreira.

## Discografia
- Gris-Gris (1968)
- Babylon (1969)
- Remedies  (1970)
- The Sun, Moon & Herbs  (1971)
- Gumbo (1972)
- In the Right Place  (1973)
- Desitively Bonnaroo  (1974)
- Hollywood Be Thy Name (1975)
- City Lights (1978)
- Tango Palace  (1979)
- Dr. John Plays Mac Rebennack Vol. 1 (1981)
- Dr. John Plays Mac Rebennack Vol. 2 (The Brightest Smile in Town) (1983)
- In a Sentimental Mood (1989)
- Goin' Back to New Orleans (1992)
- Television (1994)
- Afterglow (1995)
- Anutha Zone (1998)
- Duke Elegant (2000)
- Creole Moon (2001)
- N'Awlinz: Dis Dat or d'Udda (2004)
- Sippiana Hericane (2005)
- Mercernary (2006)
- The City That Care Forgot (2008)
- Locked Down (2012)

## Prêmios

### Grammy
- 1989 - Melhor performance vocal de jazz (dupla ou grupo) por Makin' Whoopee
- 1992 - Melhor álbum de blues tradicional por Goin' Back To New Orleans
- 1996 - Melhor performance instrumental de rock por SRV Shuffle
- 2000 - Melhor colaboração vocal pop por Is You Is, Or Is You Ain't (My Baby)
- 2008 - Melhor álbum de blues contemporâneo por City that Care Forgot